# John Mwathiwa
John Mwathiwa (ur. 1 marca 1967 w Zombie) – malawijski lekkoatleta specjalizujący się w biegu długodystansowym.
Trzykrotnie brał udział w igrzyskach olimpijskich. Na igrzyskach w 1988 roku maraton ukończył na 87. miejscu, na igrzyskach w 1992 odpadł w eliminacjach biegu na 10 000 metrów, na igrzyskach w 1996 roku zaś zajął 65. miejsce w maratonie.